# 永倉麻貴
永倉 麻貴（ながくら まき、1965年3月25日 ‐ ）は、日本のフラメンコダンサー。北海道江別市生まれ。

## 略歴
北海道札幌西高等学校、東京外国語大学スペイン語学科卒業。同大在学中にフラメンコサークルを創始メンバーの一人として立ち上げる。サークルは「東京学生フラメンコ連盟」の母体となった。
卒業後、JTBに就職。東京、札幌でフラメンコ活動を続け、1993年、函館市で教室「フラメンコ・ロルカ」を開く。
2002年、札幌市白石区南郷、江別市大麻でも同校開校。岡本倫子スペイン舞踊団公演「カルメン・ボレロ」（東京芸術祭参加作品）などに出演。小島章司、クリスティーナ・オヨス公演「邂逅」に、演出補佐兼スタッフとして参加した。主にフアン・パレデス、ミラグロス・メンヒバルらに師事。
2008年、スペインに滞在して、カンテをメルセデス・コルテス、バイレをラファエル・カンパ―ジョ、イサベル・バジョン、マヌエラ・レイジェスらに師事した。
2018年9月から１カ月、スペインはバダホス市での舞台公演「KIZUNA～Flame nco Nippon～」に出演し、ヘスス・オルテガに教えを受ける。
2020年11月28日、函館市で開催された「永倉麻貴舞踊35周年公演オリソンテ～フラメンコ・ロルカ第22回発表会」が、令和3年（2021年）度「益田喜頓賞」を受賞した。